# Saint-Maurice-de-Lestapel
Saint-Maurice-de-Lestapel é uma comuna francesa na região administrativa da Nova Aquitânia, no departamento Lot-et-Garonne. Estende-se por uma área de 7,55 km². Em 2010 a comuna tinha 108 habitantes (densidade: 14,3 hab./km²).